# تاتیانا اس. ریگل
تاتیانا اس. ریگل (انگلیسی: Tatiana S. Riegel) تدوین‌گر اهل ایالات متحده آمریکا است.

## فیلم‌شناسی
- River's Edge (۱۹۸۶) (تدوین‌گر کارآموز)
- همزاد (۱۹۹۳) (تدوین‌گر و تدوین موسیقی)
- آخرین حرکت قهرمان (۱۹۹۳) (دستیار تدوین جلوه‌های ویژه، uncredited)
- جی‌اف‌کی (۱۹۹۱) (دستیار تدوین) *team won Academy Award & BAFTA for "Best Film Editing"
- Honey, I Blew Up the Kid (۱۹۹۲) (دستیار تدوین)
- داستان عامه‌پسند (۱۹۹۴) (دستیار اول تدوین) *team nominated for Academy Award "Best Film Editing"
- چهار اتاق (۱۹۹۵) (دستیار اول تدوین) (segment "The Man from Hollywood")
- قطعه موسیقی آقای هولاند (۱۹۹۵) (تدوین‌گر فرعی)
- Mulholland Falls (۱۹۹۶) (دستیار اول تدوین)
- Nightwatch (۱۹۹۷) (دستیار اول تدوین)
- جکی براون (۱۹۹۷) (دستیار تدوین)
- جارو جنجال (۱۹۹۸) (تدوین‌گر دوم)
- Splendor (1999 film)" (دستیار تدوین)
- هتل میلیون‌دلاری (۲۰۰۰) (تدوین‌گر)
- Pasadena (TV series pilot, ۲۰۰۱) (تدوین‌گر)
- Homeward Bound (۲۰۰۲) (تلویزیون) (تدوین‌گر)
- American Dreams (مجموعه تلویزیونی) (۲۰ اپیزود، ۲۰۰۲–۲۰۰۵)
- دکتر هاوس (۳ اپیزود، ۲۰۰۶)
- پلوتونیم-۲۳۹ (۲۰۰۷) (دستیار تدوین)
- لارس و دختر واقعی (۲۰۰۷) (تدوین‌گر)
- خون به پا خواهد شد (۲۰۰۷) (تدوین‌گر دوم، به‌همراه دیلن تیچنر) *team nominated for Academy Award "Best Film Editing"
- Imaginary Bitches (12 webisodes, ۲۰۰۸) (تدوین‌گر)
- The Cleaner (TV series pilot, ۲۰۰۸) (تدوین‌گر)
- The United States of Tara (TV series pilot, ۲۰۰۹) (تدوین‌گر)
- مردانی که به بزها خیره می‌شوند (۲۰۰۹) (تدوین‌گر)
- Glee: The 3D Concert Movie (۲۰۱۱) (دستیار تدوین)
- شب وحشت (تدوین‌گر)
- راه، راه بازگشت (۲۰۱۳) (تدوین‌گر)
- کلمات بد (۲۰۱۳) (تدوین‌گر)
- Million Dollar Arm (۲۰۱۴) (تدوین‌گر)
- بهترین ساعات (۲۰۱۶) (تدوین‌گر)
- من تونیا هستم (۲۰۱۷) (تدوین‌گر)